# اندريا قلاس
اندريا قلاس (بالألمانية: Andrea Glass)‏ (و. 1976  م) هي لاعبة كرة مضرب ألمانية، ولدت في دارمشتات.

## روابط خارجية
- اندريا قلاس على موقع رابطة محترفات التنس (الإنجليزية)
- اندريا قلاس على موقع الاتحاد الدولي لكرة المضرب (الإنجليزية)
- اندريا قلاس على موقع كأس بيلي جين كينغ (الإنجليزية)
- اندريا قلاس على موقع خلاصة التنس.كوم (الإنجليزية)